# Corey Carrier
Corey Thomas Carrier (* 20. August 1980 in Middleboro, Massachusetts) ist ein US-amerikanischer Schauspieler.

## Leben
Seine Eltern sind Thomas und Carleen Carrier und er hat eine jüngere Schwester, Bethany. Er war von 1985 bis in das Jahr 2000 in rund 20 Film- und Fernsehproduktionen zu sehen. In Die Abenteuer des jungen Indiana Jones übernahm er die wiederkehrende Rolle des jungen Indiana Jones.

## Filmografie
- 1985: Young People’s Specials (Fernsehserie, Folge 2x04 Nags)
- 1987: Todesversprechen (When the Time Comes, Fernsehfilm)
- 1987: Die Hexen von Eastwick (The Witches of Eastwick)
- 1987: Der Equalizer (The Equalizer, Fernsehserie, Folge 3x11)
- 1990: Verrückte Zeiten (Men Don't Leave)
- 1990: Nichts ist irrer als die Wahrheit (Crazy People)
- 1990: Das Schlitzohr von der Mafia (My Blue Heaven)
- 1990: After Dark, My Sweet
- 1991: Stunde der Angst (Bump in the Night, Fernsehfilm)
- 1992–1993: Die Abenteuer des jungen Indiana Jones (The Young Indiana Jones Chronicles, Fernsehserie, 7 Folgen)
- 1994: Abenteuer in der Wildnis (Savage Land)
- 1994: Treasure Island: The Adventure Begins (Fernsehfilm)
- 1995: Durchgeknallt und auf der Flucht (Bushwhacked)
- 1995: Nixon
- 1995: Shock Treatment (Fernsehfilm)
- 1996: Die Legende von Pinocchio (The Adventures of Pinocchio)
- 2000: When the Time Comes (Kurzfilm)
- 2000: The Adventures of Young Indiana Jones: My First Adventure (Fernsehfilm)
- 2000: The Adventures of Young Indiana Jones: Passion for Life (Fernsehfilm)

## Auszeichnungen
1993: Young-Artist-Award-Nominierung in der Kategorie Best Young Actor Starring in a Television Series für Die Abenteuer des jungen Indiana Jones